# Tilburgse Kermis
"De Tilburgse Kermis, er det største rejsende tivoli fra Benelux og Skandinavien og afholdes hvert år i ti dage op til det sidste søndag i juli måned. Det bliver organiseret i byen Tilburg i provinsen Nord-Brabant i Nederlandene. Det er ikke en slags forlystelsespark som Tivoli eller Bakken i København som er permanente parker, da denne evenement kun findes sted i 10 dage. Tivoliet er kendt i hele Europa.
Hvert år er der cirka 230 til 240 forlyster fra ind- og udland der stilles op i byens gader i en lang række af 4,5 kilometer som skærer midt gennem byen, med kun et vej der holdes åben. Årligt får dette arrangement omkring 1 million besøgende og dermed er den en af de best bsøgte i Nederlandene.
I 2010 (16. – 25. juli) bestod De Tilburgse Kermis 440 år. Tivoliet er blevet en modern en af slagsen. Nye forlystelser får ofte debut på det nederlandske tivoli sæson. Der er dog stadig plads til de nostalgiske forlystelser fra to århundrede tilbage.
Den sidste aften bliver tivoliet afsluttet med et rituelt begravelse. Klokken 22 lukker alle forlystelser og samler interesserede foran den store Heuvelse Kerk hvorfra et procession føres til begravesespladsen Piushaven. Her bliver tivoliet begravet klokken 23 med et brag af et fyrværkerishow på 15 minutter, som er arrangeret af det Tilburgske brandvæsen.

## Temaer
Hvert år har bestemte dage en tema:
- Lørdag: Oranje zaterdag – Orange lørdag: Alle forlystelser spiller nederlandsk sprogende musik.
- Mandag: Roze maandag – Lyserød mandag: Denne dag er især åben for homoseksuelle.
- Tirsdag: Gehandicapten – Tirsdag morgen er for handicappede.
- Onsdag: Woensdag kindermiddag – Børnemiddag
- Torsdag: Caraïbische Donderdag – Caraibisk torsdag (carnaval)
- Fredag: Seniorendag – Seniorsendag
- Søndag: Begrafenis – Begravelse af arrangementet.

## Lokationer
Tilburgs Tivoli har faste steder hvor forlystelser bliver placeret.
|  | - Besterdplein - Besterdring - NS-Plein - Spoorlaan - Heuvel - Heuvelring - Piusplein - Paleisring - Katterug - Stadhuisplein - Willemsplein Nostalgisk tivoli (blå) Minatur Tivoli (rød) - Koningsplein - Piushaven Begravelsesplads (brun) |

## Tivoli i tal
| År   | Besøgende         | Indtægt     | Placerede forlystelser | Tilmeldte forlystelser |
| ---- | ----------------- | ----------- | ---------------------- | ---------------------- |
| 2010 | Cirka 1,5 million | € 2.054.162 | 240                    | ??                     |
| 2009 | Knap 1,5 million  | € 2.027.255 | 235                    | 750                    |
| 2008 | Over 1,1 million  | € 1.945.983 | 246                    | 795                    |
| 2007 | Knap 1,2 million  | € 2.044.950 | 244                    | 850                    |
| 2006 | Cirka 1,1 million | € 1.998.016 | 237                    | 868                    |
| 2005 | Cirka 1 million   | € 2.057.648 | 230                    | 786                    |
| 2004 | Cirka 1,1 million | € 2.017.816 | 231                    | 708                    |

## Trivia
- Mandagen, inden åbningen, lukkes der for trafikken på de pågældende gader. Herefter får de forlystelsesfirmaer tid til at bygge deres forlystelser, og testkøre dem. Ofte bliver lokale unge brugt for mindre arbejde.
- Efter tivoliet lukker bliver der begyndt med at skille forlystelser ad. Om onsdagen er gadene åben igen for trafikken.
- Roze Maandag afholdes i 2011 for tyvende gang.
- Alle forlystelser bliver forsynet med i total 350.000 kWh elektricitet.
- I denne periode fjernes 10 busstoppesteder og deres vagtrum, 8 reklameskilter, 165 cykelbøjler, 30 trafiklys, 50 lygtepæle og andre forhindring af kommunernes medarbejdere.[2]
- Mere end 1000 mennesker som er forbundet med de enkelte forlystelses firmaer bor på et særligt Kermisterrein (Tivoliareal) lidt udenfor byen.